# Hellmut Wilhelm
Hellmut Wilhelm (en chino tradicional, 衛德明; pinyin, Wèi Démíng; 10 de diciembre de 1905-5 de julio de 1990) fue un sinólogo alemán conocido por su amplio conocimiento de la literatura e historia de China. Su padre, Richard Wilhelm, fue también un célebre sinólogo.
Wilhelm fue un experto en el antiguo texto adivinatorio chino I Ching, que creía representar la esencia del pensamiento chino. También produjo uno de los diccionarios germano-chinos más ampliamente utilizados del siglo XX. Ocupó cargos docentes en la Universidad de Pekín y la Universidad de Washington.

## Biografía
Wilhelm nació en la ciudad china de Qingdao, provincia de Shandong, hijo del destacado misionero y sinólogo Richard Wilhelm. Su educación temprana en China coincidió con la Revolución de Xinhai, cuando la Dinastía Qing fue derrocada y China avanzó hacia el gobierno republicano, y estaba íntimamente familiarizado con el mundo intelectual chino de la época. Japón, que había declarado la guerra a Alemania en 1914 al comienzo de la Primera Guerra Mundial, ocupó pronto Qingdao, y Wilhelm fue entonces enviado a vivir con unos amigos a Shanghái. Después de la guerra, la familia de Wilhelm regresó a Alemania, donde su padre se convirtió en el primer presidente de Sinología de la Universidad de Frankfurt. Wilhelm se interesó inicialmente por la carrera de derecho, pasando el Staatsexamen ("Examen de Estado") en Derecho en 1928. Sin embargo, después de la muerte de su padre en 1930, Wilhelm decidió continuar el trabajo de su padre en literatura china antigua y seguir una carrera en la academia china.
Wilhelm realizó estudios de postgrado en chino en la Universidad de Berlín. Escribió una tesis doctoral sobre el erudito de la Dinastía Ming Gu Yanwu, recibiendo el doctorado en 1932. Wilhelm regresó entonces a China, donde vivió y trabajó en Beijing hasta 1948. Enseñó lengua y literatura alemana en la Universidad de Pekín y produjo el Deutsch-Chinesische Wörterbuch, un conocido diccionario germano-chino. Durante la década de 1940, Wilhelm daría frecuentemente conferencias sobre historia y pensamiento chino a la comunidad de habla alemana en Beijing. En 1944, Wilhelm publicó una serie de conferencias sobre el antiguo clásico chino Yi Jing, titulada Die Wandlung: Acht Vorträge zum I-Ging - posteriormente traducida al inglés como Change: Eight Lectures on the I Ching - que se ha convertido en la introducción más ampliamente leída al Yi Jing en una lengua occidental.
En 1948, Wilhelm llegó a ser profesor en la Universidad de Washington, donde enseñó hasta su retiro en 1971. Fue autor de decenas de artículos y manuscritos, y fue una figura clave en el establecimiento del Far Eastern and Russian Institute. Una colección que incluye documentos relacionados con su vida, fotografías y manuscritos de su trabajo científico sobre Gu Ting Lin y el Yi Jing se puede encontrar en el "Deutschen Exilarchiv 1933-1945" de la Biblioteca nacional de Alemania.

## Estudiantes
- Paul Thompson (1931 – 2007) – Tesis doctoral sobre Shen Dao.
- David R. Knechtges (nacido en 1942) – Traductor del Wen xuan, profesor de la Universidad de Washington.

## Obra selecta
- (en alemán) Chinas Geschichte: Zehn einführende Vorträge ["China's History: Ten Introductory Lectures"] (Chung-kuo li-shih shu-yao 中國歷史術要). Peking: Vetch, 1944.
- (en alemán) Die Wandlung: Acht Vorträge zum I-ging ["Change: Eight Lectures on the I-Ching"] (Chou-i shu-yao 周易術要). Peking: Vetch, 1944.
- (en alemán) Gesellschaft und Staat in China: Acht Vorträge ["Society and State in China: Eight Lectures"] (Shih-ch'ün yüan-kuo 史群元國). Peking: Vetch, 1944.
- (en alemán) Deutsch-chinesisches Wörterbuch ["German-Chinese Dictionary"]. Shanghai: Nössler, 1945.
- (en inglés) Change: Eight Lectures on the I-Ching. Translated by Cary F. Baynes. Bollingen Series, 62.  New York: Pantheon Books, 1960.
- (en inglés) Heaven, Earth, and Man in the Book of Changes: Seven Eranos Lectures. Seattle, London: University of Washington Press, 1977.

## Edición en castellano
- Richard Wilhelm y Hellmut Wilhelm (2022). Para comprender el I Ching. Las conferencias Wilhelm. Traducciones Junguianas. ISBN 9798845669957.